# 바다뱀 (장어)
바다뱀(Snake eel, Ophisurus macrorhynchos) 또는 해사(海蛇)는 뱀장어의 일종이다. 한반도 남부 연안을 포함한 태평양과 대서양에 분포한다.
주로 내만에서부터 수심 500m 까지의 저서에서 생활한다.